# Château d'Ebenrain
Le château d'Ebenrain, appelé en allemand Schloss Ebenrain, est une maison de maître située sur le territoire de la commune bâloise de Sissach, en Suisse.

## Histoire
Le château a été construit entre 1774 et 1776 sur les plans dressés par l'architecte Samuel Werenfels pour le compte du marchand bâlois Martin Bachofen. Initialement prévu comme une modeste maison de campagne, il est finalement bâti sous la forme d'une luxueuse propriété entourée de jardins au nord et au sud, dessinés par le bernois Niklaus Sprüngli ; ces jardins seront transformés en jardins anglais au début du XIXe siècle.
Alors que les familles bâloises restaient dans leurs résidences d'été de mai à septembre environ, Bachofen étendit souvent sa présence à Ebenrain jusqu'à la fin de la saison de la chasse, en janvier ou février. Après sa mort en 1814, sa veuve vendit le château en 1817 à Johann Rudolf Ryhiner-Streckeisen, également marchand bâlois ; ce dernier s'y suicida sept ans plus tard, victime d'accusations de bigamie. Par la suite, la propriété connait plusieurs propriétaires successifs, pour finalement devenir être acquis en 1872 par l'alsacien Albert Hübner-Allan qui le transforma complètement en palais de style Second Empire. Son beau-fils, le diplomate Charles Philippe Touchard, revint cependant sur ces transformations et fit restaurer l'original baroque.
En 1951, le gouvernement cantonal acheta l'ensemble du domaine ; aujourd'hui occupé par une école d'agriculture, le château est inscrit comme bien culturel d'importance nationale. Il est également utilisé, tout comme le parc attenant, pour des expositions artistiques ou des concerts.

## Source
- (en) Cet article est partiellement ou en totalité issu de l’article de Wikipédia en anglais intitulé « Schloss Ebenrain » (voir la liste des auteurs).